# كبودكلا (دابوي الجنوبي)
کبودکلا (بالفارسية: کبودکلا) هي قرية تقع في إيران في قسم دابوي الجنوبی الريفي. يقدر عدد سكانها بـ 763 نسمة بحسب إحصاء 2016.